# Czech Hockey Games
Les Czech Hockey Games (Coupe Česká Pojišťovna) sont un tournoi annuel de hockey sur glace. Il se déroule en République tchèque.
Le tournoi débute en 1994 sous le nom de Coupe Pragobanka. En 1998, un nouveau sponsor donne son nom à la compétition : Coupe Česká pojišťovna. De 2008 à 2011, il se nomme Czech Hockey Games. En 2012, il devient les KAJOTbet Hockey Games.
Le tournoi a débuté en 1997-1998 dans le cadre de l'Euro Hockey Tour (EHT) dans lequel participent la  Tchéquie, la  Finlande, la  Russie et la  Suède.
Jusqu'en 2003 le tournoi s'est joué à la patinoire de Zlín, avant de déménager à la Duhová Aréna de Pardubice. En 2005, il est déplacé à la Tipsport Arena de Liberec.

## Palmarès
| Année            | Vainqueur                                     | Deuxième                                      | Troisième                                     |
| ---------------- | --------------------------------------------- | --------------------------------------------- | --------------------------------------------- |
| 1994             | Tchéquie                                      | Russie                                        | Suède                                         |
| 1995             | Tchéquie                                      | Suède                                         | Slovaquie                                     |
| 19961            | Finlande                                      | Suède                                         | Tchéquie                                      |
| 1997             | Tchéquie                                      | Finlande                                      | Russie                                        |
| 1998             | Suède                                         | Finlande                                      | Tchéquie                                      |
| 1999             | Tchéquie                                      | Finlande                                      | Suède                                         |
| 2000             | Finlande                                      | Suède                                         | Tchéquie                                      |
| 2001             | Finlande                                      | Russie                                        | Suède                                         |
| 2002             | Russie                                        | Tchéquie                                      | Suède                                         |
| 2003             | Finlande                                      | Suède                                         | Russie                                        |
| 2004             | Pas de tournoi en raison de la Coupe du monde | Pas de tournoi en raison de la Coupe du monde | Pas de tournoi en raison de la Coupe du monde |
| 2005             | Suède                                         | Russie                                        | Tchéquie                                      |
| 2006             | Russie                                        | Finlande                                      | Suède                                         |
| 2007             | Pas de tournoi organisé                       | Pas de tournoi organisé                       | Pas de tournoi organisé                       |
| 2008             | Russie                                        | Tchéquie                                      | Finlande                                      |
| 2009 (Avril)     | Russie                                        | Tchéquie                                      | Finlande                                      |
| 2009 (Septembre) | Tchéquie                                      | Russie                                        | Finlande                                      |
| 2011             | Tchéquie                                      | Russie                                        | Finlande                                      |
| 2012             | Finlande                                      | Tchéquie                                      | Russie                                        |
| 2013 (avril)     | Suède                                         | Russie                                        | Tchéquie                                      |
| 2013 (août)      | Finlande                                      | Russie                                        | Suède                                         |